# Polystachya concreta
Polystachya concreta är en orkidéart som först beskrevs av Nikolaus Joseph von Jacquin, och fick sitt nu gällande namn av Leslie Andrew Garay och Herman Royden Sweet. Polystachya concreta ingår i släktet Polystachya och familjen orkidéer. Inga underarter finns listade i Catalogue of Life.

## Bildgalleri

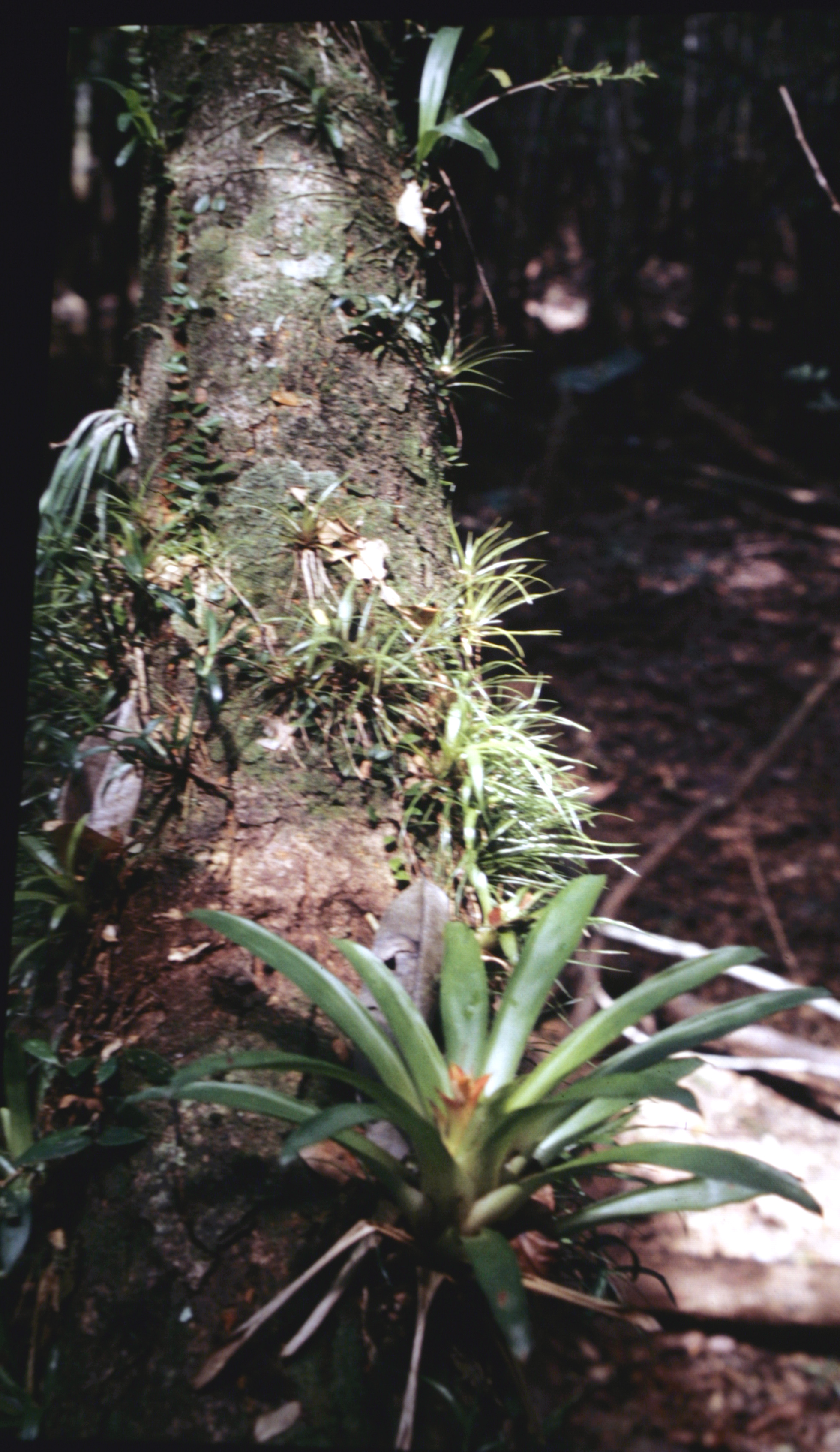
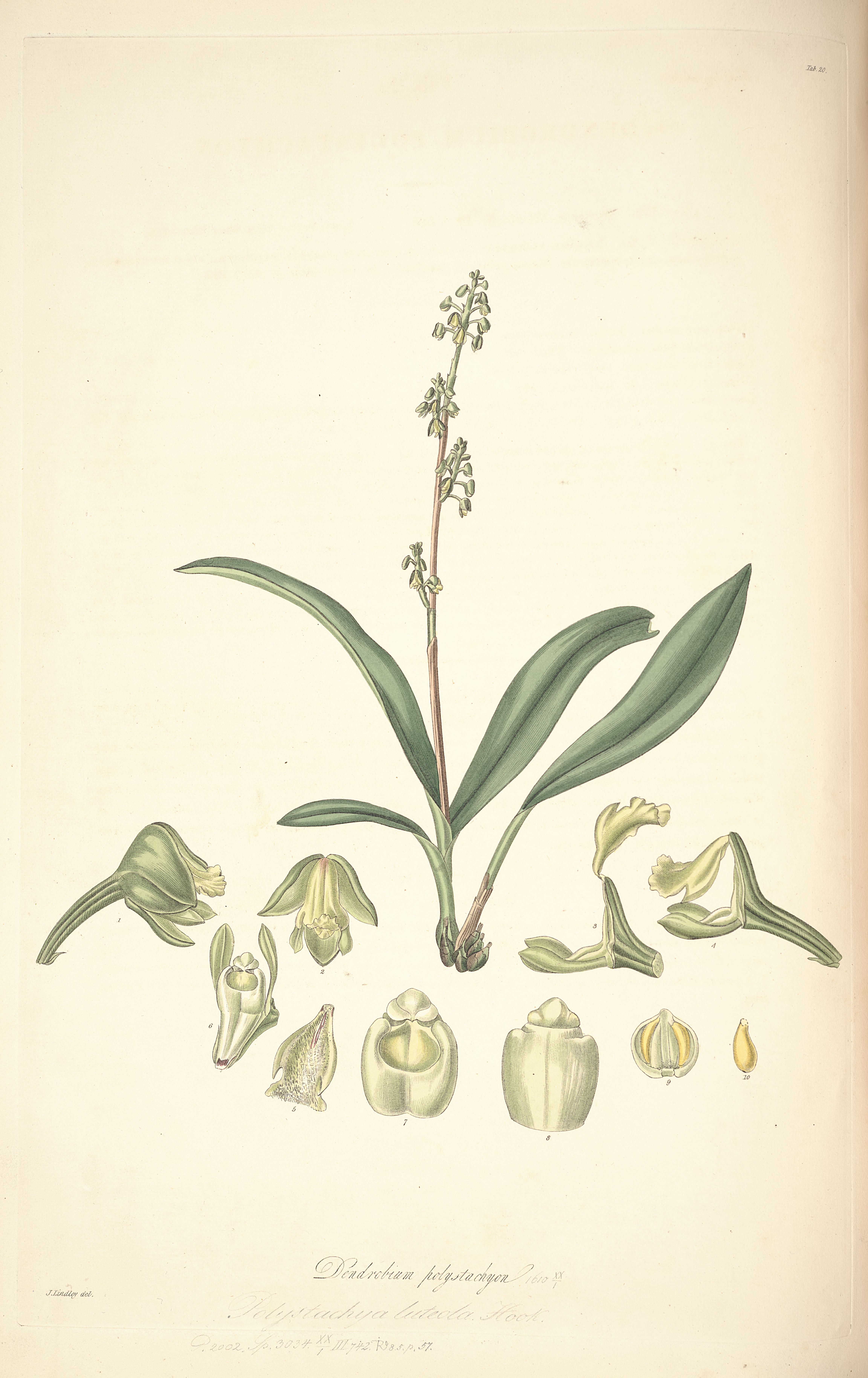
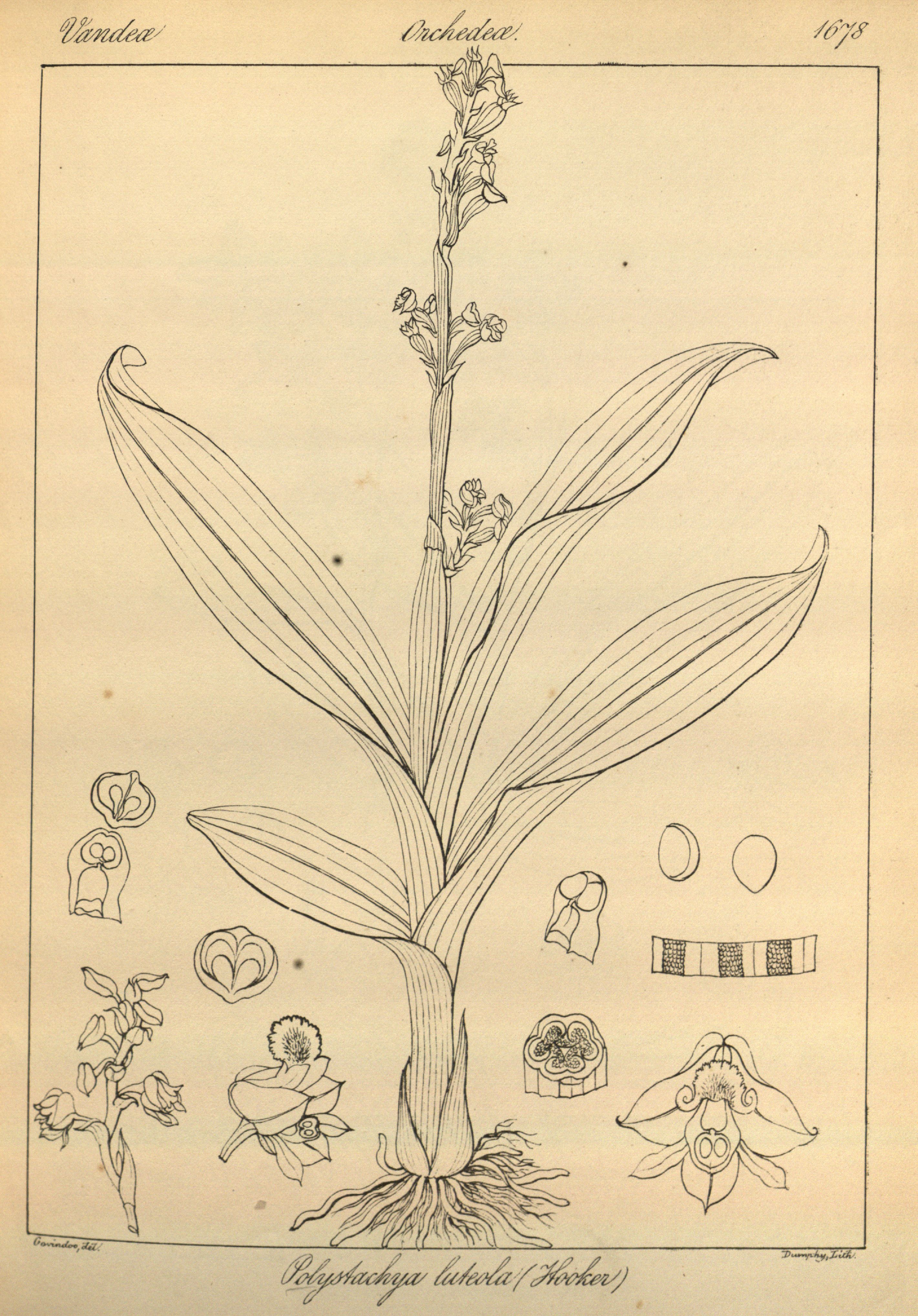
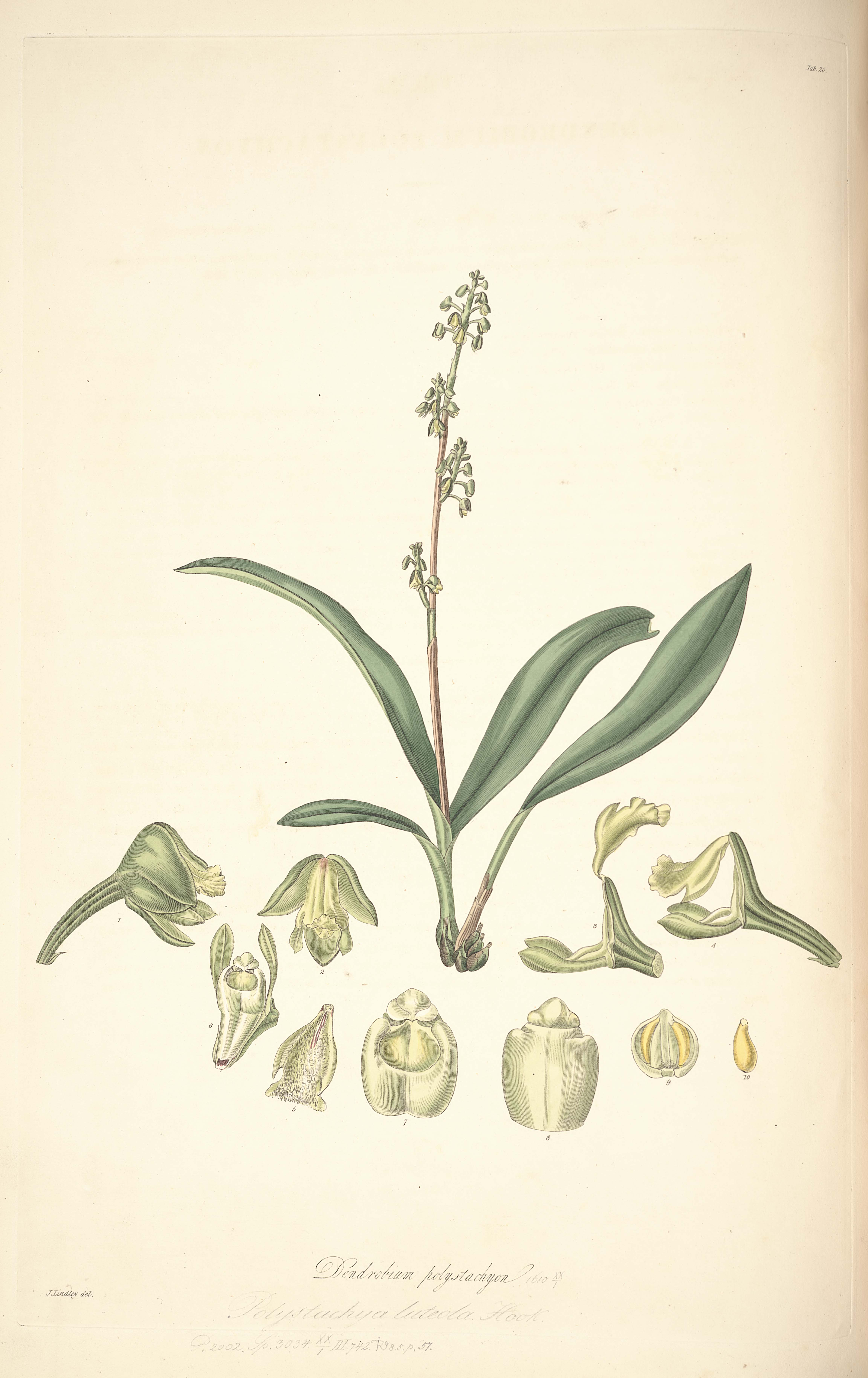